# Hansi Gnad
Hans-Jürgen Gnad, detto Hansi (Darmstadt, 4 giugno 1963), è un ex cestista e allenatore di pallacanestro tedesco, professionista in Italia, in Spagna e in Germania.

## Carriera
È stato selezionato dai Philadelphia 76ers al terzo giro del Draft NBA 1987 (57ª scelta assoluta).
Con la Germania Ovest ha disputato i Campionati mondiali del 1986 e i Campionati europei del 1987.
Con la Germania ha disputato i Giochi olimpici di Barcellona 1992, i Campionati mondiali del 1994 e due edizioni dei Campionati europei (1993, 1995).

## Palmarès

### Giocatore

#### Squadra
- Campionato tedesco: 2

Saturn Colonia: 1987-88
Bayer Leverkusen: 1995-96
- Coppa Korać: 1

Scaligera Verona: 1997-98

#### Individuale
- Basketball-Bundesliga MVP: 1

Saturn Köln: 1988-89